# Aporodesmus viabilis
Aporodesmus viabilis är en mångfotingart som beskrevs av Chamberlin 1951. Aporodesmus viabilis ingår i släktet Aporodesmus och familjen Cryptodesmidae. Inga underarter finns listade i Catalogue of Life.